# Takeo Kurita
Viceadmiral Takeo Kurita (栗田 健男 Kurita Takeo,  28. april 1889 – 19. december 1977) var en viceadmiral i den kejserlige japanske flåde under 2. Verdenskrig.

## Biografi

### Tidlige år
Takeo Kurita blev født i byen Mito i Ibaraki Prefekturet, i 1889. Han blev sendt til Etajima i 1905 fik eksamen i 38. klasse på det kejserlige japanske flådeakademi i 1910, som nr. 28 ud af 149 kadetter. Som kadet gjorde han tjeneste på krydserne Kasagi og Niitaka Da han blev udnævnt til fenrik i 1911 blev han tildelt krydseren Tatsuta.
Efter sin forfremmelse sekondløjtnant i 1913 gjorde han tjeneste på slagskibet Satsuma, destroyeren Sakaki og krydseren Iwate. Kurita blev løjtnant den 1. december 1916, og gjorde tjeneste på en række skibe: den beskyttede krydser Tone, destroyerne Kaba og Minekaze. Han gjorde også tjeneste som enten chef torpedo-officer eller næstkommanderende på Minekaze, Yakaze og Hakaze. I 1920 fik han sin første kommando, destroyeren Shigure. I 1921 overtog han kommandoen over destroyeren Oite.
Efter forfremmelse til orlovskaptajn i 1922 var Kurita kaptajn på destroyerne Wakatake, Hagi og Hamakaze. Som kommandørkaptajn fra 1927, havde han kommandoen over destroyeren Urakaze, 25. destroyergruppe og 10. destroyergruppe.
Som kommandør fra 1932 havde han kommandoen over 12. destroyergruppe, krydseren Abukuma og fra 1937 slagskibet Kongō.
Kurita blev kontreadmiral den 15. november 1938, kommanderede 1. destroyer flotille og derpå 4. destroyer flotille. Han havde kommandoen over 7. krydserdivision da angrebet på Pearl Harbor fandt sted.

### 2. Verdenskrig

#### Tidlige operationer
Kuritas 7. krydserdivision deltog i invasionen af Java i Hollandsk Ostindien i december 1941, og i Angrebet i det Indiske ocean, hvor han anførte en flåde på seks tunge krydsere og det lette hangarskib Ryūjō som sænkede skibe på 135.000 ton i den Bengalske Bugt. Under slaget om Midway (under Nobutake Kondō), mistede han krydseren Mikuma. Kurita blev forfremmet til viceadmiral den 1. maj 1942 og blev overført til 3. slagskibsdivision i juli.
Under slaget om Guadalcanal anførte Kurita sine slagskibe i et intenst bombardement af Henderson Field om natten den 13. oktober, hvor de affyrede 918 svære højeksplosive granater mod den amerikanske flyveplads. Det var det eneste vellykkede japanske forsøg på at sætte Henderson Field ud af spillet ved et flådebombardement. Kurita havde senere kommandoen over store flådestyrker under felttoget mod de centrale Salomonøer. I 1943 afløste Kurita admiral Kondō som chef for 2. flåde.

#### Slaget om Leyte Gulf
Det var som øverstkommanderende for 2. japanske flåde, kaldet "Centralstyrken" under slaget i Sibuyanhavet og Slaget ved Samar (begge del af slaget om Leyte Gulf) at Kurita er bedst kendt. Den 2. japanske flåde indeholdt de største slagskibe i verden Yamato og Musashi. Hertil kom, at 2. flåde havde slagskibene Nagato, Kongō, Haruna, 10 krydsere og 13 destroyere. Afgørende var det imidlertid, at 2. flåde ikke havde nogle hangarskibe.
Kurita var en ihærdig officer, villig til at dø om nødvendigt, men han ville ikke dø forgæves. Ligesom Yamamoto, mente Kurita at det var spild af værdifuld erfaring og lederskab, hvis kaptajnen "gik ned med sit skib". Da han af admiral Soemu Toyoda fik ordre til at sejle sin flåde gennem San Bernardino Strædet i det centrale Filippinerne og angribe de amerikanske landsætninger på Leyte, mente Kurita at indsatsen var spild af skibe og liv, især da han ikke kunne få flåden frem til Leyte Gulf inden landsætningerne havde fundet sted, hvilket ikke efterlod ham med ret meget andet end tomme transportfartøjer som hans store slagskibe kunne angribe.
Hans første slagskib blot seks dage inden slaget om Leyte Gulf var rent faktisk kryseren Atago, som blev sænket af en amerikansk undervandsbåd i Palawan Passagen, hvilket tvang han til at svømme for livet og flytte sin stander til Yamato. Han var rasende på sine overordnede, som, mens de sad i sikkerhed i bunker i Tokyo, beordrede Kurita til at kæmpe til døden mod håbløse odds og uden beskyttelse i luften.

##### Slaget i Sibuyanhavet
Mens hans flåde var på vej fra Brunei for at angribe den amerikanske invasionsflåde, blev Kuritas skibe angrebet af to amerikanske undervandsbåde, USS Darter og USS Dace, som sænkede to krydsere Atago og Maya Palawanpassagen. Kurita i flagskibet Atago var tvunget til at skifte til Yamato. Mens han var i det snævre Sibuyanhav og nærmede sig San Bernardino Strædet, ble vhan igen angrebet af amerikanske hangarskbisfly, som beskadigede flere andre skibe, heriblandt Yamato. Konstante luftangreb fra Admiral William "Bull" Halsey's 3. amerikanske flåde medførte flere træffere på Yamato og Musashi, som endte med at sænke den sidste og gav en række træffere på andre skibe.
Disse angreb fik Kurita til at afblæse sit angreb og vende flåden vestpå, væk fra Leyte Gulf. Således begyndte en række begivenheder, som fortsætter med at beskæftige historikere og levnedsbeskrivere i vore dage. Halsey troede, at han havde knust Kuritas flåde og at den japanske Centralstyrke var på tilbagetog. Han mente derfor, at han i overensstemmelse med sine ordrer frit kunne opgive bevogtningen af San Bernardino strædet og forfølge admiral Jisaburō Ozawas nordlige styrke af japanske hangarskibe, som var blevet sendt afsted for at lokke amerikanerne væk fra Leyte. Men inden han gjorde det, rent faktisk inden Ozawas styrke var blevet opdaget, havde Halsey sendt en meddelelse, hvor han præsenterede en slagplan om at lade sine slagskibe dække udgangen fra strædet. Med beslutningen om at angribe Ozawa blev denne slagplan aldrig bragt til udførelse og de tunge slagskibe blev sendt nordpå sammen med hangarskibene.

##### Slaget ved Samar
Viceadmiral Thomas C. Kinkaid, chef for den amerikanske 7. flåde og ansvarlig for beskyttelsen af landgangsstyrken, antog at Halseys "slagplan" var en indsatsordre og at Task Force 34 (TF 34) bevogtede San Bernardino. Kinkaid koncentrerede derfor sine skagskibe i syd for at imødegå japanernes "Sydlige styrke". Om natten mellem 24.-25. oktober skiftede Kurita igen mening og vendte sine skibe om og sejlede igen mod øst mod Leyte Gulf. Om morgenen den 25. oktober kom Kuritas flåde, anført af Yamato, ud af San Bernardino Strædet og sejlede sydpå langs kysten af Samar. 30 minutter efter daggry sigtede de japanske slagskibe "Taffy 3" — en af Kinkaids dækningsstyrker, som bestod af seks eskortehangarskibe, tre destroyere og fire eskortedestroyere, og blev ledet af kontreadmiral Clifton Sprague. Taffy 3 skulle yde støtte for styrkerne i land og flyve anti-undervandsbåds patruljer, ikke angribe slagskibe.
Admiral Kurita mente, at han var stødt på de store hangarskibe i den amerikanske 3. flåde og beordrede sine slagskibe til at åbne ild, heriblandt Yamato med dens 46 cm kanoner. Men da Taffy 3 blev sigtet var "Centralstyrken" netop blevet beordret til at skifte formation fra en natformation, til en formation som havde fokus på forsvar mod luftangreb, men manøvren var ikke afsluttet. I stedet for at formere sine skibe korrekt til kamp gav Kurita ordre om "generalangreb". Hans skibe angreb derfor ukoordineret og Kurita mistede hurtigt den taktiske kontrol over slaget.
Kuritas styrker hamrede løs på de amerikanske skibe og sænkede et af de små hangarskibe, to destroyere - heriblandt USS Johnston som var under kommando af kommandørkaptajn Ernest E. Evans. Men flyene fra Taffy 3 og Taffy 2, som lå længere mod syd, kæmpede tilbage, og selv om de amerikanske destroyere kun havde 12,7 cm kanoner angreb de også, affyrede torpedoer og udlagde røgslør. Disse ihærdige angreb fra eskortedestroyerne og fortsatte luftangreb tjente til yderligere at forvirre og splitte Kuritas styrker. Kurita, hvis flagskib Yamato faldt langt bagefter i slaget mens det undveg et torpedoangreb fra luften, tabte fjenden og mange af hans egne skibe af syne. I mellemtiden havde den modige indsats fra Taffy II og Taffy III sænket to tunge krydsere og slået en tredje ud af kampen (den sank senere) - Chikuma, Suzuya og Chōkai. Mange af hans andre skibe blev også ramt. Efter omkring 2½ timers kamp med Taffy 3, beordrede Kurita sin styrke til at omgruppere på den en nordlig kurs væk fra Leyte.
På dette tidspunkt havde Kurita hørt nyheden om at den "Sydlige styrke", som skulle angribe Leyte Gulf sydfra, allerede var blevet ødelagt af Kinkaids slagskibe, som var for langt sydpå til at kunne angribe Kuritas styrker. Admiral Kuritas "Centrale styrke" havde mindre end halvdelen af sine skibe. Med Musashi sænket, havde Kurita fire slagskibe men kun tre krydsere tilbage, og alle hans skibe var beskadigede og havde ikke meget brændstof tilbage. Kurita opsnappede meddelelser som antydede, at admiral Halsey havde sænket fire hangarskibe i "Nordlige styrke" og var i fuld fart på vej tilbage til Leyte med sine slagskibe for at kæmpe mod den japanske flåde og at stærke enheder fra 7. flåde var på vej ude fra Leyte Gulf. Efter at have sejlet frem og tilbage ud for Samar i over to timer besluttede han og hans stabschef Tomiji Koyanagi at trække sig tilbage og sejlede tilbage gennem San Bernardino Strædet.
Hans skibe blev udsat for yderligere luftangreb resten af dagen og Halseys slagskibe var tæt på at nå ham om natten. Kuritas tilbagetrækning reddede Yamato og resten af den 2. japanske flåde fra sikker ødelæggelse; men han havde ikke gennemført sin mission med angribe amfibiestyrkerne i Leyte Gulf. Vejen var lagt åben for ham ved de ofre som den nordlige og den sydlige styrke havde ydet, men den blev lukket igen af den beslutsomhed og det mod som udvist af Taffierne.

### Efter Leyte og efter krigen
Kurita blev kritiseret af nogle i det japanske militær for ikke at have kæmpet til døden. I december blev Kurita fjernet fra sin post. For at beskytte ham mod snigmord, blev han udnævnt til kommandant på det japanske flådeakademi.

Efter Japans kapitulation fik Kurita beskæftigelse som skriver og massør og levede stille med sin datter og hendes familie. Han diskuterede aldrig politik eller krigen med sin familie eller andre, bortset fra at han gav et kort interview til en journalist, Ito Masanori, i 1954 hvor han udtalte at han havde begået en fejl ved Leyte ved at vende om og ikke fortsætte slaget, en udtalelse han senere trak tilbage. Han blev fundet af en amerikansk flådeofficer efter krigen, hvor han blev udspurgt af Analysedivisionen i U.S. Strategic Bombing Survey. 

Med Kuritas adresse i hånden stod en ung amerikansk flådeofficer ud af en jeep og så den beskedne skikkelse, som passede sin have. År senere, huskede han stadig levende dette øjeblik: "Det gjorde virkelig indtryk på mig. Krigen var netop ovre. Mindre end et år tidligere havde Kurita haft kommandoen over den største flåde, som nogensinde var opstillet, og her var han ude at hyppe kartofler." 

Efterfølgende vendte Kurita tilbage til pensionisttilværelse, og tog to gange årligt til Yasukuni helligdommen for at bede for sine faldne våbenfæller. I 1966 var han tilstede ved sin gamle kollega Jisaburō Ozawas dødsleje, hvor han stille græd.
Det var først da han kom op i firserne, at Kurita igen begyndte at tale om sine handlinger med Leyte. Privat hævdede han overfor en tidligere student ved flådeakademiet (og levnedsbeskriver), Ooka Jiro, at han trak flåden ud af slaget fordi han ikke ville spilde sine mænds liv på en håbløs opgave, da han for længst var nået til den overbevisning, at krigen var tabt.
Kurita døde i 1977 som 88-årig, og hans grav er på Tama kirkegården i Fuchu ved Tokyo.

## Yderligere læsning

### Bøger
- Evan Thomas, Sea of Thunder: Four Commanders and the Last Great Naval Campaign, 1941–1945. New York: Simon & Schuster, 2007. ISBN 0-7432-5221-7.)
- Cox, Robert Jon (2010). The Battle Off Samar – Taffy III at Leyte Gulf (Fifth Edition). Wakefield, Michigan, Agogeebic Press, LLC. ISBN 0-9822390-4-1
- Cutler, Thomas (2001). The Battle of Leyte Gulf: 23–26 October 1944. Annapolis, Maryland, U.S.: Naval Institute Press. ISBN 1-55750-243-9.
- D'Albas, Andrieu (1965). Death of a Navy: Japanese Naval Action in World War II. Devin-Adair Pub. ISBN 0-8159-5302-X.
- Dull, Paul S. (1978). A Battle History of the Imperial Japanese Navy, 1941–1945. Naval Institute Press. ISBN 0-87021-097-1.
- Field, James A. (1947). The Japanese at Leyte Gulf;: The Sho operation. Princeton University Press. ASIN B0006AR6LA.
- Friedman, Kenneth (2001). Afternoon of the Rising Sun: The Battle of Leyte Gulf. Presidio Press. ISBN 0-89141-756-7.
- Halsey, William Frederick (1983). The Battle for Leyte Gulf. U.S. Naval Institute ASIN B0006YBQU8
- Hornfischer, James D. (2004). The Last Stand of the Tin Can Sailors. Bantam. ISBN 0-553-80257-7.
- Hoyt, Edwin P.; Thomas H Moorer (Introduction) (2003). The Men of the Gambier Bay: The Amazing True Story of the Battle of Leyte Gulf. The Lyons Press. ISBN 1-58574-643-6.
- Lacroix, Eric; Linton Wells (1997). Japanese Cruisers of the Pacific War. Naval Institute Press. ISBN 0-87021-311-3.
- Morison, Samuel Eliot (2001). Leyte: June 1944 – January 1945 (History of United States Naval Operations in World War II, Volume 12. Castle Books; Reprint ISBN 0-7858-1313-6
- Potter, E. B. (2005). Admiral Arleigh Burke. Naval Institute Press. ISBN 1-59114-692-5.
- Potter, E. B. (2003). Bull Halsey. Naval Institute Press. ISBN 1-59114-691-7.
- David Sears. The Last Epic Naval Battle: Voices from Leyte Gulf. Praeger Publishers (2005) ISBN 0-275-98520-2
- Thomas, Evan (2006). Sea of Thunder: Four Commanders and the Last Great Naval Campaign 1941–1945. Simon & Schuster. ISBN 0-7432-5221-7.
- Willmott, H. P. (2005). The Battle Of Leyte Gulf: The Last Fleet Action. Indiana University Press. ISBN 0-253-34528-6.
- Woodward, C. Vann (1989). The Battle for Leyte Gulf (Naval Series). Battery Press ISBN 0-89839-134-2

### Eksterne kilder
- The Battle Off Samar – Taffy III i Leyte Gulf af Robert Jon Cox
- US Strategic Bombing Survey Pacific – forhør af japanske embedsmænd En liste over den amerikanske flådes forhør af japanske embedsmænd, gennemført efter krigen med den fulde forhørstekst. En række af disse forhør er til rådighed online og giver interessant japansk synsvinkel fra de japanske ledere, som, mange for første gang, er åbent kritiske om krigen og deres overordnede. Admiral Kurita og hans rolle i krigen behandles i en række forskellige udspørgninger.